# Россош (Ленчинський повіт)
Россош (пол. Rossosz) — село в Польщі, у гміні Ленчна Ленчинського повіту Люблінського воєводства.
Населення — 59 осіб (2011).
У 1975-1998 роках село належало до Люблінського воєводства.

## Демографія
Демографічна структура станом на 31 березня 2011 року:
|          | Загалом | Допрацездатний вік | Працездатний вік | Постпрацездатний вік |
| -------- | ------- | ------------------ | ---------------- | -------------------- |
| Чоловіки | 26      | 0                  | 21               | 5                    |
| Жінки    | 33      | 6                  | 17               | 10                   |
| Разом    | 59      | 6                  | 38               | 15                   |